# Pro Croce Rossa 1915
La Pro Croce Rossa del 1915 è una serie di 4 francobolli emessa dal Regno d'Italia nel 1915 con decreto del luogotenente Tommaso di Savoia n°1559 del 31 ottobre.

## Notizie storiche
La Pro Croce Rossa del 1915 è una serie di 4 francobolli emessi dal Regno d'Italia e rispettivamente con valori di: 10 centesimi in colore rosa, 15 centesimi in colore ardesia, 20 centesimi soprastampati sul 15 centesimi e 20 centesimi in giallo arancio. Tutti i valori presentano un sovrapprezzo di 5 centesimi che era devoluto a favore della Croce Rossa Italiana. L'autore della vignetta che raffigura l'Aquila Sabauda rimane ignoto. I valori da 10 c. e 15 c. furono emessi il 20 novembre 1915, il valore da 20 c. soprastampato sul 15 c. fu emesso nel febbraio del 1916 ed il rimanente valore da 20 c. arancio nel marzo del 1916. Tutti i valori ebbero però validità fino al 30 settembre 1921. Il valore soprastampato fu allestito il per far fronte all'aumento della tariffa postale avvenuto il 1º gennaio del 1916 ovvero quando ormai era stato stampato ed emesso il valore da 15 c. La stessa serie fu la soprastampa per l'uso coloniale in Eritrea, Libia e Somalia.

## Notizie tecniche
- Soggetti: bandiera italiana o aquila sabauda
- Tirature: sconosciute[3]
- Validità: fino al 30 settembre 1921[3]
- Stampa: tipografica
- Fogli: da 200 esemplari in gruppi di quattro[3]
- Dentellatura: 14 ¼ a pettine[3]
- Filigrana: a corona
- Incisore: A. Repettati
- Disegnatore: E. Cavalletti
- Varietà: sono note numerose varietà di soprastampa[2]

## Uso postale
Con il valore da 10 c. potevano essere affrancate cartoline postali per l'interno, avvisi di ricevimento, fatture commerciali e campioni senza valore fino al peso di grammi 100. Fino al 31 gennaio 1921 anche cartoline dirette all'estero. Fino al 31 dicembre 1915 il valore da 15 c. poteva essere usato per affrancare lettere. I valori da 20 c. fino a febbraio 1919 si usarono per lettere ed avvisi di ricevimento.